# Georg Schilling (Rechtswissenschaftler)
Georg Schilling (* 11. April 1936 in Weißwasser) ist ein deutscher Rechtswissenschaftler mit dem Schwerpunkt Dogmatik des Strafrechts.

## Leben
Er wurde in der Oberlausitz geboren und studierte in Göttingen, München und Bonn. Nach der Promotion 1964 an der Universität Bonn war er ab 1967 wissenschaftlicher Assistent. Nach der Habilitation 1974 lehrte er von 1976 bis 2001 als Professor für Strafrecht an der Universität Hamburg.

## Schriften (Auswahl)
- Der strafrechtliche Schutz des Augenscheinsbeweises. Ein Beitrag zur Lehre von der Beweismittelfälschung. Bonn 1965, OCLC 263608828.
- Fälschung technischer Aufzeichnungen. (§ 268 StGB). Bad Homburg vor der Höhe 1970, OCLC 258118515.
- Reform der Urkundenverbrechen. Frankfurt am Main 1971, OCLC 803893459.
- Der Verbrechensversuch des Mittäters und des mittelbaren Täters. Köln 1975, ISBN 3-452-17981-8.